# Sieben Jungfrauen

Sieben Jungfrauen, Ansichtskarte 1903

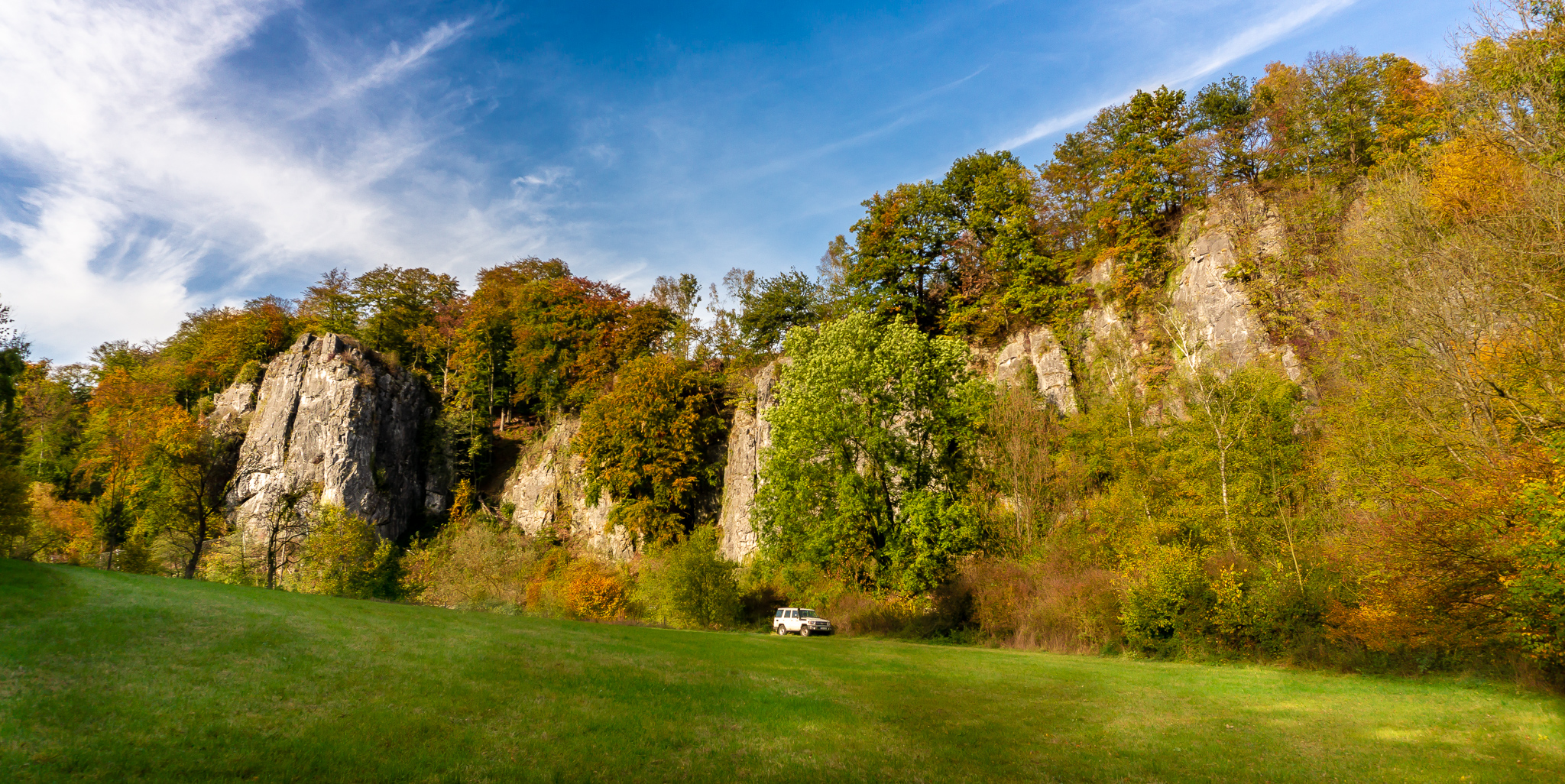
Sieben Jungfrauen (2018)

Die Sieben Jungfrauen sind eine Felsformation von Felsnadeln aus Massenkalk im Hönnetal nördlich von Volkringhausen gegenüber der Burg Klusenstein und einer Brücke über die Hönne. Ihr Abbau konnte 1920 durch einen Grundstückstausch verhindert werden. Sie waren im 20. Jahrhundert ein häufiges Ansichtskartenmotiv.
Der Sage nach entstanden sie auf folgende Art und Weise: Die sieben Töchter eines Ritters machten einst dem Junker der Burg Klusenstein schöne Augen und wollten ihn für sich erobern. Eine Hexe gab ihnen einen Zaubertrank, der sie etwas größer werden lassen sollte, von dem sie aber nicht genug bekommen konnten. Sie wuchsen und wuchsen, bis sie riesengroß waren und zu Stein wurden.
Zu den weiteren Felsnadeln zählt der Basteifelsen. Neben dem Basteifelsen gab es bis ins 19. Jahrhundert eine freistehende Felsnadel. Diese wurde beim Bau der Straße abgetragen.